# Bundesautobahn 485
Pour les articles homonymes, voir A485 et Autoroute A485.
La Bundesautobahn 485 est une Bundesautobahn dans le Land de Hesse.

## Géographie
Elle mène de la Gießener Nordkreuz en passant par Gießen et Linden jusqu'à Langgöns. Elle fait partie du Gießener Ring jusqu'au carrefour du Bergwerkswald et est utilisé en moyenne par environ 50 000 véhicules chaque jour. Le volume de trafic le plus élevé se situe entre les carrefours du Schiffenberger Tal et Bergwerkswald, avec parfois plus de 63 000 véhicules par jour.

## Histoire
L'A 485 faisait à l'origine partie d'un tronçon abandonné de la Bundesautobahn 49.